# Sala+
Pour les articles homonymes, voir Sala.
 (juin 2015).
Sala+ est un projet lancé en mars 2008 soutenu par la Commission européenne (Direction Générale Société de l'Information et Media) dans le cadre du 7e Programme Cadre de Recherche et Développement (PCRD), dont l'objectif est de favoriser la coopération R&D entre l'Amérique latine et l'Europe dans le domaine des technologies des médias et réseaux.
|                      | Données clefs                                                                                |
| -------------------- | -------------------------------------------------------------------------------------------- |
| Acronyme             | SALA+                                                                                        |
| Nom complet          | Support Action for a European and Latin America Strategic Cooperation on Networked Media R&D |
| Site web             | http://www.salamas.eu                                                                        |
| Instrument           | SA                                                                                           |
| Objectif stratégique | 1.5 - Media en réseau                                                                        |
| Date de début        | 1er mars 2008                                                                                |
| Durée                | 24 mois                                                                                      |
| Coordinateur         | Julian Sesena, AETIC                                                                         |

## Objectifs de SALA+
Le projet SALA+ a été conçu dans le but de favoriser la coopération stratégique entre l'Europe et l'Amérique latine dans le domaine des technologies des médias et réseaux, correspondant à l'objectif "Networked Media" du Programme de Travail pour le thème Technologies de l'Information et de la Communication de la Commission européenne.
Le projet vise également à analyser les programmes R&D existant dans le domaine des médias et réseaux afin de proposer de nouvelles priorités thématique pour le développement d'un agenda de recherche stratégique entre l'Europe et l'Amérique latine, sur la base de l'agenda de recherche stratégique de la plateforme NEM, le programme de travail du 7e PCRD, etc.
Dans ce contexte, SALA+ organise des séminaires de sensibilisation en Amérique Latine pour promouvoir la coopération entre l'Europe et l'Amérique latine dans le domaine des médias et réseaux, notamment dans le cadre du 7e PCRD.

## Le partenariat SALA+
Le consortium SALA+ inclut AETIC, coordinateur du projet, le Centre for Technology and Innovation Management (CETIM), l'université Queen Mary University de Londres, et Sigma Orionis pour l'Europe, et ALETI, l'Asociación de Reguladores REGULATEL, Rokasud, L'université technologique Federico Santa Maria, le Centro de Investigacion de las Telecomunicationes (CINTEL), HyC Americas, et Aretel Bio Bio pour l'Amérique latine.

## Liens
- www.salamas.eu